# Örebro (kraj)
Örebro (Örebro län) je kraj ve středním Švédsku. Sousedí s kraji Västra Götaland, Värmland, Dalarna, Västmanland, Södermanland a Östergötland.

## Obce
- Askersund
- Degerfors
- Hällefors
- Hallsberg
- Karlskoga
- Kumla
- Laxå
- Lekeberg
- Lindesberg
- Ljusnarsberg
- Nora
- Örebro

## Sídla
| #  | Oblast       | Populace |
| -- | ------------ | -------- |
| 1  | Örebro       | 107,036  |
| 2  | Karlskoga    | 27,084   |
| 3  | Kumla        | 14,062   |
| 4  | Lindesberg   | 9,149    |
| 5  | Degerfors    | 7,160    |
| 6  | Hallsberg    | 7,124    |
| 7  | Nora         | 6,526    |
| 8  | Hällefors    | 4,530    |
| 9  | Askersund    | 3,887    |
| 10 | Laxå         | 3,064    |
| 11 | Kopparberg   | 3,016    |
| 12 | Hovsta       | 2,785    |
| 13 | Frövi        | 2,516    |
| 14 | Fjugesta     | 2,033    |
| 15 | Storå        | 1,933    |
| 16 | Hällabrottet | 1,789    |
| 17 | Garphyttan   | 1,619    |
| 18 | Pålsboda     | 1,552    |
| 19 | Fellingsbro  | 1,384    |
| 20 | Odensbacken  | 1,374    |
| 21 | Vintrosa     | 1,343    |
| 22 | Ekeby-Almby  | 1,271    |
| 23 | Åsbro        | 1,164    |
| 24 | Sköllersta   | 1,131    |

## Symboly
Znak kraje Örebro je kombinací znaků Närke, Västmanlandu a Värmlandu. Pokud je znak zobrazen s královskou korunou, reprezentuje krajskou správní radu.